# Epidendrum minus
Epidendrum minus är en orkidéart som först beskrevs av Célestin Alfred Cogniaux, och fick sitt nu gällande namn av Eric Hágsater. Epidendrum minus ingår i släktet Epidendrum och familjen orkidéer. Inga underarter finns listade i Catalogue of Life.